# Rudolec
Rudolec är en ort i Tjeckien.   Den ligger i regionen Vysočina, i den centrala delen av landet, 120 km sydost om huvudstaden Prag. Rudolec ligger 616 meter över havet och antalet invånare är 208.
Terrängen runt Rudolec är huvudsakligen platt, men åt sydost är den kuperad. Rudolec ligger uppe på en höjd. Runt Rudolec är det ganska glesbefolkat, med 35 invånare per kvadratkilometer. Närmaste större samhälle är Jihlava, 19,4 km sydväst om Rudolec. I omgivningarna runt Rudolec växer i huvudsak blandskog.